# Силаев, Иван Степанович
Ива́н Степа́нович Сила́ев (21 октября 1930, село Бахтызино, Вознесенский район, Нижегородский край, РСФСР, СССР — 8 февраля 2023, Нижний Новгород, Россия) — советский и российский государственный деятель. Председатель Совета Министров РСФСР (1990—1991). Герой Социалистического Труда (1975).
Руководитель Комитета по оперативному управлению народным хозяйством СССР (август — декабрь 1991) и председатель Межреспубликанского экономического комитета СССР (сентябрь — ноябрь 1991), заменивших после событий 19—21 августа 1991 года Кабинет министров СССР, и, таким образом, фактически последний глава союзного правительства (данные комитеты не были предусмотрены Конституцией СССР).

## Биография
Родился 21 октября 1930 года в селе Бахтызино Вознесенского района Нижегородского края (ныне Нижегородская область) в крестьянской семье.
В 1954 году окончил Казанский авиационный институт по специальности «инженер-механик по самолётостроению» и направлен по распределению на авиационный завод имени С. Орджоникидзе в Горьком, где в течение 20 лет прошёл путь от мастера до директора завода (1971), участвуя в создании и производстве истребителей МиГ-15, МиГ-17, МиГ-19, МиГ-21, МиГ-25, МиГ-31. В 1959 году вступил в КПСС.
25 октября 1974 года был назначен заместителем министра авиационной промышленности СССР, а 22 июля 1977 года — первым заместителем.  В этой должности Иван Степанович проработал до 1980 года. С 19 декабря 1980 по 20 февраля 1981 года был министром станкостроительной и инструментальной промышленности СССР, с 20 февраля 1981 года назначен министром авиационной промышленности СССР. В Минавиапроме 11 лет непосредственно руководил работами по созданию, испытаниям и запуску в серийное производство самолётов МиГ-29, Су-27, МиГ-31, Ту-160, Ан-124 (Руслан), Ил-86, вертолётов Ка-26, Ми-24, крылатой ракеты X-55, воздушно-космического корабля «Буран».
По роду службы в Минавиапроме посещал заводы в г. Свердловске и Свердловской области, где встречался с первым секретарём обкома КПСС Б. Н. Ельциным.
На XXVI съезде КПСС (1981) избран членом ЦК КПСС. С 1 ноября 1985 года работал в правительстве Н. И. Рыжкова заместителем председателя Совета Министров СССР по машиностроению, председатель бюро Совета Министров СССР по машиностроению.
В 1986 году возглавлял правительственную комиссию по ликвидации последствий аварии на Чернобыльской АЭС, долгое время находился в зоне катастрофы.
В начале 1989 года руководил работами по ликвидации Спитакского землетрясения в Армении.
К концу 1980-х годов стал близок к Ельцину, который, заняв пост председателя Верховного Совета РСФСР предложил И. Силаева (наряду с Ю. А. Рыжовым и М. А. Бочаровым) кандидатом на должность председателя Совета министров РСФСР. 15 июня 1990 года И. Силаев был назначен на эту должность Верховным советом РСФСР. Спустя 3 дня Съезд народных депутатов РСФСР согласно пункту 10 статьи 104 Конституции РСФСР утвердил решение российского парламента о назначении И. Силаева председателем Совета Министров.
2 июля 1990 года президент СССР М. С. Горбачёв своим указом освободил И. С. Силаева от должности заместителя председателя Совмина СССР. 9 октября 1990 года Верховный Совет СССР утвердил отставку Силаева.
10 июля 1991 года в связи с вступлением Б. Ельцина в должность Президента республики Совет министров РСФСР в соответствии со ст. 123 Конституции РСФСР сложил свои полномочия, а на следующий день Ельцин поручил Силаеву временно исполнять обязанности главы правительства. Затем Силаев вновь был предложен на должность главы российского правительства и беспрепятственно был утверждён Верховным Советом РСФСР 12 июля 1991 года. В тот же день президент Ельцин подписал указ о назначении Силаева.
На следующий день Съезд народных депутатов РСФСР утвердил этот указ.
26 июля 1991 года И. Силаев по личной просьбе был выведен из состава ЦК КПСС, при этом оставаясь членом КПСС.
C 24 августа по 26 декабря 1991 года — руководитель Комитета по оперативному управлению народным хозяйством СССР, на который были временно возложены функции правительства СССР. После назначения на этот пост Силаев фактически отмежевался от Ельцина и выступил за сохранение Советского Союза. В частности, он направил Президенту РСФСР письмо с просьбой приостановить действие своих указов, касающихся передачи союзной собственности в собственность России. С окончательным распадом СССР (декабрь 1991) Комитет по оперативному управлению народным хозяйством СССР прекратил своё существование.
С 20 сентября по 14 ноября 1991 года — председатель Межреспубликанского экономического комитета СССР.
26 сентября 1991 года подал в отставку с поста главы российского правительства с формулировкой «в связи с переходом на другую работу». Отставка произошла под давлением сторонников независимости России от СССР.
С 14 ноября по 26 декабря 1991 года являлся председателем Межгосударственного экономического комитета — премьер-министром Экономического сообщества (координировавшего отношения между союзными республиками и республиками, заявившими о выходе из состава Союза ССР). Негативно отнесся к подписанию Беловежского соглашения о ликвидации СССР.
С 18 декабря 1991 по 7 февраля 1994 года — постоянный представитель РСФСР (с 16 мая 1992 года — Российской Федерации) при Европейских сообществах в Брюсселе в ранге чрезвычайного и полномочного посла. Освобождён от этой должности с формулировкой «в связи с уходом в отставку по его просьбе».
В октябре 1994 года создал и возглавил Международный союз машиностроителей (МСМ), в который вошли более ста гражданских и оборонных предприятий и объединений, в основном российских.
С 1995 года — член Экологической партии «Кедр», председатель Совета Московского межрегионального коммерческого банка.
С 1995 года — член Совета по научно-технической политике при Президенте РФ.
С 1998 года — президент Промышленно-финансовой группы «Промышленные машины», одновременно возглавлял Национальный Комитет содействия экономическому сотрудничеству со странами Латинской Америки.
С 26 сентября 2002 года по 2007 год — председатель Российского союза машиностроителей.
В 2005 году вошёл в совет директоров НК «ЮКОС», который возглавил Виктор Геращенко.
В 2007 году баллотировался в Государственную думу Российской Федерации 5-го созыва по списку «Аграрной партии России», занимал первую позицию в списке региональной группы № 78 (Тверская область), однако избран не был в связи с тем, что «Аграрная партия России» не преодолела 7-процентный барьер, набрав лишь 2,3 % голосов избирателей. В октябре 2008 года вступил в партию «Единая Россия».
Являлся председателем Наблюдательного совета, почётным президентом Национальной технологической палаты.
Жена — Силаева Тамара Павловна (25 мая 1930—18 марта 2006). Имел двоих детей.

### Смерть
Скончался 8 февраля 2023 года на 93-м году жизни в Нижнем Новгороде за день до 100-летнего юбилея российской гражданской авиации. Похоронен 11 февраля 2023 года на Троекуровском кладбище Москвы рядом с женой. На церемонии прощания присутствовали родные, коллеги, друзья.

## Награды
- Почётная грамота Правительства Российской Федерации (21 октября 2005) — заслуги перед государством и в связи с 75-летием со дня рождения[43]
- Почётная грамота Правительства Российской Федерации (19 октября 2000) — за заслуги перед государством, многолетний плодотворный труд и в связи с 70-летием со дня рождения[44]
- Орден Дружбы (ЧССР) (1984)[45]
- Орден Октябрьской Революции (1981)[6]
- Герой Социалистического Труда (1975)[6]
- Орден Ленина (1975)[6]
- Лауреат Ленинской премии (1972)[6]
- Орден Ленина (1971)[6]

## Дипломатический ранг
- Чрезвычайный и полномочный посол (1992)[46]

## Киновоплощения
- Актёр Александр Алексеев сыграл роль председателя Совета министров РСФСР Ивана Силаева в художественном фильме «Ельцин. Три дня в августе» (Россия, 2011 год).